# E cantavo le canzoni
E cantavo le canzoni è un album raccolta postumo del cantautore italiano Rino Gaetano, pubblicato nel 2010 dalla RCA Italiana.
La raccolta contiene 32 brani dell'artista crotonese, tra cui il demo inedito Ciao Charlie, la canzone di Marco Morandi Nuoto a farfalla, scritta proprio da Rino, e l'inedito Sandro Trasportando.

## Descrizione

Particolare della copertina.

Sulla copertina del disco è presente un'immagine del cantautore in vestito da sera. All'interno del cofanetto è presente un booklet con su scritte note su Rino Gaetano da parte di Walter Veltroni, Fiorello, Lorenzo Jovanotti, Maurizio Costanzo, Simone Cristicchi, Renzo Arbore e J-Ax, oltre a varie rare fotografie (tra le quali si possono ben notare due fotografie dell'artista da bambino ed altrettante del padre, Domenico Gaetano).

## Tracce

### CD1
1. Ancora insieme (con Riccardo Cocciante e i New Perigeo) (5:40)
2. E io ci sto (4:04)
3. Nuntereggae Più (5:09)
4. Mio fratello è figlio unico (3:19)
5. Aida (4:23)
6. Berta filava (3:39)
7. E cantava le canzoni (3:16)
8. Ahi Maria (5:36)
9. Resta vile maschio, dove vai? (4:36)
10. Spendi spandi effendi (4:01)
11. Tu, forse non essenzialmente tu (3:36)
12. Ma il cielo è sempre più blu (4:31)
13. Escluso il cane (4:13)
14. Sfiorivano le viole (4:58)
15. Ad esempio a me piace il Sud (4:54)
16. Ciao Charlie (Demo inedito) (2:36)

### CD2
1. A mano a mano (3:34)
2. Il leone e la gallina (con Anna Oxa) (4:11)
3. Gianna (3:50)
4. I tuoi occhi sono pieni di sale (2:53)
5. Ti ti ti ti (3:17)
6. I love you Maryanna (4:01)
7. Grazie a Dio grazie a te (2:29)
8. Fabbricando case (4:02)
9. Stoccolma (3:28)
10. Sombrero (2:17)
11. Anche questo è Sud (4:41)
12. Ma se c'è Dio (2:39)
13. Michele 'o pazzo è pazzo davvero (3:34)
14. Sei ottavi (3:17)
15. Sandro Trasportando (2:45)
16. Nuoto a farfalla (Marco Morandi) (3:00)